# Jamie Clayton
Jamie Clayton (San Diego, 15 gennaio 1978) è un'attrice, modella e attivista statunitense, nota principalmente per il ruolo di Nomi Marks nella serie televisiva Sense8.

## Biografia
Jamie Clayton nasce a San Diego, in California. Suo padre, Howard B. Clayton (1925-2008), era un avvocato difensore e sua madre, Shelley Stubbs, un'organizzatrice di eventi. Si trasferisce a New York per perseguire una carriera da makeup artist all'età di diciannove anni.
Nel 2011 entra nella classifica annuale "Out 100" della rivista Out.

### Vita privata
Jamie Clayton è una donna transgender e attivista per i diritti delle persone trans. Nel 2018, polemizza fortemente contro la scelta di Scarlett Johansson di interpretare un personaggio transessuale nel film di Rupert Sanders Rub & Tug, lamentando che l'assunzione costante di persone cisgender per interpretare personaggi trans, tolga lavoro alle persone realmente transessuali. In seguito alle proteste del mondo LGBT, Scarlett Johansson rinuncia al ruolo.

## Carriera
Nel 2010, Clayton è la makeup artist e co-conduttrice nel programma della VH1 TRANSform Me. L'anno dopo interpreta il ruolo ricorrente di Kyla nella terza stagione della serie televisiva HBO Hung - Ragazzo squillo. Nel 2012, Clayton interpreta il ruolo principale di Michelle Darnell nella web serie interattiva vincitrice del premio Emmy Dirty Work e quello di Carla Favers nella serie televisiva Are We There Yet?. Ha inoltre prestato la voce per l'audiolibro George, narrante la storia di una ragazza transessuale.
Nel 2015 Clayton diventa uno degli otto principali personaggi della serie televisiva Netflix Sense8. Interpreta Nomi Marks, una blogger e hacker transgender di San Francisco.
Nel 2016 Clayton appare in un cameo nel film The Neon Demon. Nel 2022 veste i panni in versione femminile del celebre villain Pinhead nel film reboot della saga horror di Hellraiser.

## Filmografia

### Attrice

#### Cinema
- The Neon Demon, regia di Nicolas Winding Refn (2016) – cameo
- L'uomo di neve (The Snowman), regia di Tomas Alfredson (2017)
- Hellraiser, regia di David Bruckner (2022)

#### Televisione
- Hung - Ragazzo squillo (Hung) – serie TV, (2011)
- Are We There Yet? – serie TV, 1 episodio (2012)
- Hustling – serie TV, 1 episodio (2013)
- Scissr – serie TV (2014)
- Sense8 – serie TV, 23 episodi (2015-2018)
- Motive – serie TV, episodio 4x02 (2016)
- Designated Survivor – serie TV, 6 episodi (2019)
- The L Word: Generation Q – serie TV, 26 episodi (2019-2023)

#### Documentari
- Disclosure - dalla produttrice esecutiva Laverne Cox, (2020), regia di Sam Feder, produzione di Sam Feder e Amy Scholder

#### Web serie
- Dirty Work – web serie (2012)

### Doppiatrice
- Twilight of the Gods - serie animata (2024)

### Conduttrice
- TRANSform Me – reality show, (2010) – co-conduttrice